# هنري كلوسن
هنري كلوسن (بالإنجليزية: Henry Clausen)‏ هو محامي أمريكي، ولد في 30 يونيو 1905، وتوفي في 4 ديسمبر 1992.